# Міжнародні рейтинги України
Міжнародні рейтинги України відображають її позиції серед інших країн світу за загальними статистичними показниками, а також спеціальними соціальними, економічними та політичними індексами й рейтингами.
Позиції країни відмічені зеленим, якщо вона входить до верхніх 20% позитивного рейтингу або нижніх 20% негативного рейтингу, а червоним — навпаки, якщо до нижніх 20% позитивного або верхніх 20% негативного рейтингу. (В оцінках, де Україна займає певну позицію серед всіх країн, кількістю усіх країн умовно вважається 195: члени ООН, Тайвань та Палестина).

## Демографічні
| Показник                       | Організація чи джерело             | Лінк  | Місце / серед | Значення                           | Рік  | Коментар                                                                                   |
| ------------------------------ | ---------------------------------- | ----- | ------------- | ---------------------------------- | ---- | ------------------------------------------------------------------------------------------ |
| Населення                      | Державна служба статистики         | [ 1 ] | ▼35 / 239     | ▼41 588 354 осіб                   | 2021 | Без урахування населення окупованих територій Автономної Республіки Крим і м. Севастополя. |
| Густота населення              | Державна служба статистики України | [ 2 ] | 109 / 194     | 75 осіб/км²                        | 2020 | З урахуванням Криму                                                                        |
| За приростом населення         | ЦРУ                                | [ 3 ] | ▲223 / 230    | -0,39%                             | 2016 | Україна — одна з близько тридцяти країн, в яких населення зменшується.                     |
| За рівнем народжуваності       | ООН                                | [ 4 ] | ▲172 / 199    | ▲10,9 народжених на 1000 населення | 2015 | У 2014 році показник становив 9,41 народжених                                              |
| За рівнем смертності           | ЦРУ                                | [ 5 ] | ▼4 / 225      | ▼13.90 смертей на 1000 населення   | 2020 | У 2020 році Україна знаходилась на 4 місці, а показник становив також 13,9 смертей         |
| За очікуваною тривалістю життя | ВООЗ                               | [ 6 ] | ▲104 / 183    | 71,3 роки                          | 2015 |                                                                                            |

## Соціальні
| Назва рейтингу                              | Організація чи джерело                    | Лінк   | Місце / серед | Значення | Рік           | Коментар |
| ------------------------------------------- | ----------------------------------------- | ------ | ------------- | --- | ------------- | --- |
| Витрати на охорону здоров'я                 | Всесвітній банк                           |        | 59 / 190      | 8% від ВВП | 2013          | |
| Витрати на освіту                           | Всесвітній банк                           |        | 57 / 153      | 5,3% від ВВП                                                                                                   | 2014          | |
| Всесвітній індекс благодійності             | Інститут Ґеллапа                          | [ 7 ]  | ▼7/ 140       | 54 points | 2024          | |
| Індекс екологічної ефективності             | Всесвітній економічний форум              | [ 8 ]  | ▲44 / 180     | ▲79,69 | 2016          | За два роки Україна піднялася на 51 сходинку.                                                                        |
| Індекс людського розвитку (ІРЛ)             | Програма розвитку ООН                     |        | ▼100 / 189    | ▼0,734 | 2023          | |
| Індекс освіти                               | Програма розвитку ООН                     |        | ▼40 / 188     | | 2015          | Оцінюється не стільки якість, як середня тривалість навчання особи за життя. Цей індекс є складовою ІРЛП (вага 1/3). |
| Індекс свободи людини                       | The Cato Institute                        | [ 9 ]  | ▲118 / 162    | 6,28 | 2018          | За рік Україна піднялася на 16 позицій.                                                                              |
| Індекс свободи преси                        | Репортери без кордонів                    | [ 10 ] | ▲96 / 180     | ▼32,46 | 2020          | Україна піднялася на 6 сходинок після трирічного перебування на 102 сходинці                                         |
| Індекс соціального розвитку                 | Social Progress Imperative                | [ 11 ] | ▬64 / 146     | ▲69,30 | 2018          | У порівнянні з 2017 році Україна не змінила позицію, хоча індекс збільшився на 0,95.                                 |
| Частка користувачів інтернету               | Internet World Stats                      | [ 12 ] | ▲93 / 208     | ▲49,26% | 2015          | у 2010 році частка користувачів становила 22,7% населення.                                                           |
| Кількість користувачів інтернету            | Internet World Stats                      |        | ▲29 / 208     | ▲22 080 187 осіб                                                                                               | 2015          | у 2010 році кількість користувачів становила 10,3 млн осіб.                                                          |
| Середня швидкість інтернету                 | Cable.co.uk.                              | [ 13 ] | ▼58 / 200     | ▲11,28 Мбіт/с                                                                                                  | 2018          | за рік Україна опустилася на 4 позиції, хоча середня швидкість збільшилася на 3,1 Мбіт/с                             |
| Індекс гендерної рівності                   | Світовий економічний форум                | [ 14 ] | ▲65 / 149     | 0,708 | 2018          | За рік Україна піднялася на 4 сходинки                                                                               |
| Індекс мовного розмаїття                    | Індекс мовного розмаїття Грінберга        | [ 15 ] | 104 / 225     | 0,495 | 2009          | Показник вказує імовірність того, що рідні мови двох випадково обраних громадян країни виявляться різними.           |
| За відсотком дорослого населення з ВІЛ/СНІД | ЦРУ                                       | [ 16 ] | 51 / 133      | 0,83% | 2013          | Найвищий рівень захворюваності у Європі та серед країн колишнього СРСР.                                              |
| За кількістю автомобілів на 1000 осіб       |                                           |        | 71 / 192      | 202 авто на 1000 населення                                                                                     | 2016          | |
| За кількістю самогубств                     | Всесвітня організація здоров'я            | [ 17 ] | 21 / 183      | 16,6 самогубств на 100 тис населення                                                                           | 2015          | |
| За часткою гладкого населення               | Всесвітня організація здоров'я            | [ 18 ] | 113 / 193     | | різні         | |
| Рейтинг найщасливіших країн                 | World Happiness Report                    | [ 19 ] | ▼133 / 156    | | 2019          | За рік Україна опустилася на 5 сходинок                                                                              |
| За поширеністю марихуани                    | Управління ООН з наркотиків і злочинності |        | 67 / 133      | 3,6% | 2006          | Рейтинг за часткою юнацтва та дорослого населення, яке вжило наркотик принаймні раз на рік.                          |
| За часткою ув'язненого населення            | ICPS                                      | [ 20 ] | ▼84 / 222     | 167 ув'язнених на 100 тис населення                                                                            | 2016          | |
| За кількістю ув'язненого населення          | ICPS                                      | [ 21 ] | ▼30 / 223     | 60 771 ув'язнених                                                                                              | 2016          | |
| За володінням стрілецькою зброєю            | Основне: Small Arms Survey                | [ 22 ] | 26 / 34       | За оцінкою, в Україні на 100 громадян припадає 9 одиниць стрілецької зброї, яка належить цивільному населенню. | 2007          | |
| Кількість імігрантів                        | ООН                                       | [ 23 ] | 13 / 232      | ▼4 834 898 осіб                                                                                                | 2015          | |
| Мінімальна заробітна платня (номінальна)    | Міністерство фінансів України             | [ 24 ] | 91 / 198      | $164,2 (4173 грн)                                                                                              | 2019          | |
| Середня заробітна платня брутто (Європа)    | Державна служба статистики України        | [ 25 ] | ▬44 / 45      | ▲$403 (10237 грн)                                                                                              | березень 2019 | За рік (2018) середня зарплата в Україні зросла на 22,1 %                                                            |
| Рейтинг за рівнем життя                     | Legatum Institute                         | [ 26 ] | 74/167        | | 2023          | |

## Політичні
| Назва рейтингу                      | Організація чи джерело                | Лінк                 | Місце / серед | Значення | Рік  | Коментар                                                                                           |
| ----------------------------------- | ------------------------------------- | -------------------- | ------------- | -------- | ---- | -------------------------------------------------------------------------------------------------- |
| Індекс верховенства права           | Проект світової юстиції               | [ 27 ]               | ▲88 / 142     | 0,49     | 2023 | Індекс оцінює країни за показниками у восьми сферах.                                               |
| Індекс демократії                   | The Economist                         | [ 28 ]               | ▲79 / 167     | ▲5,81    | 2021 | Порівняно з 2018 роком, Україна піднялася на 5 позицій.                                            |
| Глобальний індекс миру              | Інститут економіки та миру            | [ 29 ]               | ▲152 / 163    | 3,113    | 2018 | За рік Україна піднялася на 2 позиції.                                                             |
| Індекс неспроможності держав        | Фонд миру                             | [ 30 ]               | ▼91 / 178     | 71,0     | 2019 | Категорія: «погана стабільність/небезпечний рівень ризиків». У 2016 році Україна була на 85 місці. |
| Індекс процвітання                  | Legatum Institute                     | [ 31 ] [ 32 ]        | ▲ 74 / 167    |          | 2023 | |
| Індекс розвитку е-урядування        | ООН                                   | [ 33 ]               | ▲30 / 193     |          | 2024 | Україна піднялась на 57 сходинок порівняно з 2014.                                                 |
| Індекс сприйняття корупції          | Transparency International            | [ 34 ] [ 35 ] [ 36 ] | ▼104/ 180     | ▲36      | 2023 | Україна отримала на 3 бали більше, ніж торік.                                                      |
| Рейтинг бюджетної прозорості        | Global Open Data Index                | [ 37 ]               | ▲24 / 94      | 49%      | 2016 | |
| Рейтинг відкритості державних даних | International Budget Partnership      | [ 38 ]               | ▲39 / 115     | 54 бали  | 2017 | За два роки Україна піднялася на 18 позицій                                                        |
| Глобальний індекс тероризму         | Лондонський інститут економіки і миру | [ 39 ]               | ▼24 / 138     | ▼ 5,547  | 2019 | За рік Україна позитивно опустилася на 3 сходинки, індекс зменшився на 0,501                       |
| Open data maturity                  | Європейська комісія                   | [ 40 ]               | 3/33          | 97%      | 2024 | |

## Економічні

### Абсолютні показники
| Назва рейтингу                                   | Організація чи джерело    | Лінк   | Місце / серед | Показник       | Рік  | Коментар |
| ------------------------------------------------ | ------------------------- | ------ | ------------- | -------------- | ---- | --- |
| ВВП (номінал)                                    | Міжнародний валютний фонд | [ 41 ] | ▲56 / 185     | ▲$150,401 млрд | 2019 | показник збільшився на $19. 569 млрд                                                                                       |
| ВВП (номінал) на душу населення                  | Міжнародний валютний фонд | [ 42 ] | ▲119 / 186    | ▲$3592         | 2019 | За рік показник збільшився на $629                                                                                         |
| ВВП (ПКС)                                        | Міжнародний валютний фонд | [ 43 ] | ▲48 / 187     | ▲$409,257 млрд | 2019 | За рік показник збільшився на $18. 921‬ млрд                                                                                |
| ВВП (ПКС) на душу населення                      | Міжнародний валютний фонд | [ 44 ] | ▲111 / 185    | ▲$9283         | 2018 | За рік показник збільшився на $529 (з $8754)                                                                               |
| Вартість національного бренду                    | Brand Finance             |        | ▲60 / 100     | ▲$84 млрд      | 2018 | За рік Україна піднялась на 1 сходинку. У 2018 році вартість національного бренду України збільшилась на $16 млрд.         |
| Доходи бюджету                                   | ЦРУ                       | [ 45 ] | ▼59 / 225     | ▲$29,82 млрд   | 2016 | |
| Експорт                                          | ЦРУ                       |        | ▲55 / 224     | ▲$39,69 млрд   | 2017 | Експорт за рік збільшився на $6,13 млрд.                                                                                   |
| Зовнішній борг                                   | ЦРУ                       | [ 46 ] | ▼46 / 190     | ▼$113,483 млрд | 2016 | З 2014 року в рейтингу Україна опустилася на 9 сходинок, а борг зменшився приблизно на $29 млрд.                           |
| Зовнішній борг на душу населення                 | ЦРУ                       | [ 46 ] | ▼90 / 190     | ▼$2600         | 2016 | За рік показник зменшився на $395 (з $2995).                                                                               |
| Золотий резерв                                   | Всесвітня золота рада     | [ 47 ] | ▼57 / 100     | ▼25,5 т        | 2017 | З 2014 року Україна опустилася на 9 сходинок, а золотий запас зменшився на 15 т.                                           |
| Імпорт                                           | ЦРУ                       | [ 48 ] | ▼55 / 222     | ▼$38,3 млрд    | 2016 | |
| Кредитна ставка комерційних банків               | ЦРУ                       | [ 49 ] | ▼22 / 184     | ▼18,5%         | 2016 | Україна в рейтингу опустилась на 8 позицій (з 14 місця), а середня кредитна ставка комерційних банків зменшилася на 2,35%. |
| Міжнародні золотовалютні резерви                 | Світовий банк             | [ 50 ] | ▲62 / 193     | ▲$17,175 млрд  | 2017 | За два роки Україна піднялася на три сходинки, а резерви збільшилися на $3,875 млрд.                                       |
| Прямі іноземні інвестиції вкладені в інші країни | ЦРУ                       | [ 51 ] | ▼66 / 107     | ▲$7,983 млрд   | 2016 | З 2012 року Україна опустилася на 9 позицій, а інвестиції збільшилися на $0,13 млрд.                                       |
| Отримані прямі іноземні інвестиції               | ЦРУ                       | [ 52 ] | ▼54 / 122     | ▲$65,950 млрд  | 2016 | За рік Україна опустилася на 1 позицію, проте інвестиції збільшилися на $3,95 млрд (з $62 млрд).                           |
| Кредитний рейтинг                                | Standard & Poor's         |        |               | B              | 2019 | |
| Кредитний рейтинг                                | Fitch                     |        |               | B              | 2019 | |
| Кредитний рейтинг                                | Moody's                   |        |               | Caa1           | 2019 | |

### Відносні показники
| Назва рейтингу                            | Організація чи джерело                                     | Лінк          | Місце / серед | Показник       | Рік  | Коментар |
| ----------------------------------------- | ---------------------------------------------------------- | ------------- | ------------- | -------------- | ---- | --- |
| Глобальний інноваційний індекс            | Всесвітня організація інтелектуальної власності            | [ 53 ] [ 54 ] | ▲43 / 127     | ▲38,5          | 2018 | Україна піднялася на 7 сходинок (з 50).                                                                             |
| Інноваційний індекс Блумберг              | Bloomberg                                                  | [ 55 ] [ 56 ] | ▼53 / 60      | ▼48,5          | 2019 | Україна за рік опустилася на 7 сходинок (з 46).                                                                     |
| Державний борг                            | МВФ                                                        | [ 57 ]        | ▼35 / 186     | ▲81,2% від ВВП | 2016 | Україна опустилася на 3 сходинки, проте показник збільшився на 1%.                                                  |
| Індекс аутсорсингової привабливості       | консалтингова компанія AT Kearney                          | [ 58 ]        | ▲24 / 55      | 5,29           | 2016 | Індекс оцінює привабливість країни для іноземних компаній. Україна за рік піднялася на 17 позицій.                  |
| Індекс економічної свободи                | Heritage Foundation                                        | [ 59 ]        | ▲127 / 180    | ▲ 56,2         | 2021 | За рік Україна піднялася на 7 позицій, набравши 1,3 бали.                                                           |
| Індекс інвестиційної привабливості        | Гамбургський інститут світової економіки                   | [ 60 ]        | ▼130 / 174    | 43,15          | 2016 | Україна за рік втратила 41 позицію.                                                                                 |
| Індекс конкурентоспроможності             | Всесвітній економічний форум                               | [ 61 ]        | ▼85 / 141     |                | 2019 | Індекс є комплексним та базується на багатьох інших індексах та показниках. За рік Україна опустилася на 2 позиції. |
| Індекс легкості ведення бізнесу           | Світовий банк                                              | [ 62 ]        | ▲64 / 190     |                | 2019 | Піднялась на 7 пунктів у порівнянні з 2018.                                                                         |
| Індекс логістичної ефективності           | Світовий банк                                              | [ 63 ]        | ▼80 / 160     | 2,74           | 2016 | За два роки Україна опустилася на 19 сходинок.                                                                      |
| Індекс людського капіталу                 | Всесвітній економічний форум                               |               | ▲26 / 124     | 78,92          | 2016 | Україна піднялася на 5 сходинок порівняно з 2015 роком.                                                             |
| Індекс прав власності                     | Альянс прав власності                                      | [ 64 ]        | ▼115 / 128    | 3,9            | 2016 | |
| Індекс процвітання                        | Аналітичний центр Legatum Institute                        | [ 65 ]        | ▼107 / 149    |                | 2016 | Україна опустилася на 37 сходинок.                                                                                  |
| Індекс сприяння міжнародній торгівлі      | Світовий економічний форум                                 | [ 66 ]        | ▲95 / 136     | 4,0            | 2016 | |
| Індекс туристичної конкурентоспроможності | Світовий економічний форум                                 | [ 67 ]        | 88 / 136      | 3,5            | 2017 | |
| Інфляція                                  | ЦРУ/List of countries by inflation rate                    |               | ▼16 / 226     | ▼8.03%         | 2019 | У 2015 році Україна знаходилась на 2 місці з показником 49%.                                                        |
| Рівень безробіття                         | ЦРУ                                                        |               | 91 / 207      | 9,2%           | 2017 | |
| Ріст промислового виробництва             | ЦРУ/List of countries by industrial production growth rate |               | 94 / 202      | 3.1%           | 2017 | |

### Інфраструктура
| Назва рейтингу                          | Організація чи джерело       | Лінк   | Місце / серед | Показник       | Рік       | Коментар                                                                          |
| --------------------------------------- | ---------------------------- | ------ | ------------- | -------------- | --------- | --------------------------------------------------------------------------------- |
| За розміром дорожньої мережі            | Довідник ЦРУ з країн світу   | [ 68 ] | ▬31 / 223     | 169 694 км     | 2012      | Зауважте: абсолютний показник.                                                    |
| За довжиною залізниці                   | Міжнародний союз залізниць   | [ 69 ] | 13 / 151      | 22 300 км      | 2010      |                                                                                   |
| За довжиною магістральних трубопроводів | Довідник ЦРУ з країн світу   |        | 5 / 120       | 45 725 км      | 2006—2008 | Зауважте: абсолютний показник.                                                    |
| За довжиною метро                       | Довідник ЦРУ з країн світу   |        | 20 / 55       | 133,4 км       | 2012      |                                                                                   |
| За кількістю аеропортів                 |                              |        | 31 / 236      | 187 аеропортів | 2013      |                                                                                   |
| Якість доріг                            | Всесвітній економічний форум | [ 70 ] | ▲130/ 137     | 2,4            | 2018      | За рік у рейтингу Україна піднялася на 7 сходинок, але індекс якості не змінився. |

### Промислові показники
| Назва                                | Організація чи джерело                      | Лінк   | Місце / серед    | Показник                                | Рік  | Коментар |
| ------------------------------------ | ------------------------------------------- | ------ | ---------------- | --------------------------------------- | ---- | --- |
| Видобування вугілля                  | British Petroleum                           | [ 71 ] | ▼17/ всі країни  | ▼38.5 млн т                             | 2015 | |
| Видобування газу                     | ОПЕК                                        | [ 72 ] | ▼32/ 92          | ▲19,828 млрд м³                         | 2014 | За рік Україна опустилася на одну сходинку, хоча видобуток збільшився на 500 млн м³.                                                                         |
| Видобування залізної руди            | Геологічна служба США                       |        | ▬7/ всі країни   | ▼68 млн т                               | 2015 | |
| Видобування нафти                    | Energy Information Administration           | [ 73 ] | ▲49/ 117         | ▼66 000 барелів/день або 3,83 млн т/рік | 2015 | |
| Видобування урану                    | Всесвітня ядерна асоціація                  | [ 74 ] | ▲10 / 17         | ▲1200 т                                 | 2015 | За рік Україна піднялася на одну сходинку і видобула на 125 т урану більше.                                                                                  |
| Виплавка сталі                       | Асоціація виробників сталі                  | [ 75 ] | ▬10 / всі країни | ▲24,22млн т                             | 2016 | Україна стабільно замикає десятку лідерів, а виробництво за рік збільшилося на 1,29 млн т.                                                                   |
| Виробництво автотранспортних засобів | Міжнародна асоціація виробників автомобілів | [ 76 ] | ▲47/ 54          | ▼5 264 шт                               | 2016 | За рік виробництво автомобілів в Україні зменшився на 3 тис одиниць, проте у рейтингу Україна піднялась на 1 сходинку завдяки спаду виробництва у Венесуелі. |
| Виробництво електроенергії           | British Petroleum                           | [ 77 ] | ▼22 / всі країни | 193 800 ГВт                             | 2013 | |
| Виробництво марганцю                 | Геологічна служба США                       | [ 78 ] | ▬8/ всі країни   | ▼390 тис т                              | 2015 | |
| Виробництво титану                   | USGS                                        |        | ▬5/ всі країни   | ▼7500 тон                               | 2016 | |

#### Поклади корисних копалин
| Назва           | Організація чи джерело            | Лінк   | Місце / серед | Показник                           | Рік  | Коментар                                                                    |
| --------------- | --------------------------------- | ------ | ------------- | ---------------------------------- | ---- | --------------------------------------------------------------------------- |
| Вугілля         | British Petroleum                 | [ 79 ] | 7 / 31        | 33873 млн т                        | 2013 |                                                                             |
| Нафта           | Energy Information Administration | [ 80 ] | 51 / 97       | 395 млрд барелів, або 53,88 млрд т | 2017 |                                                                             |
| Природний газ   | ОПЕК                              | [ 72 ] | ▲26 / 101     | ▼0,952 трл. м³                     | 2014 | За рік запаси газу зменшились на 8 млрд м³.                                 |
| Уранова руда    | Агентство з атомної енергії       | [ 81 ] | ▬11 / 50      | 220 700 т                          | 2015 | За рік Україна піднялася на одну сходинку і видобула на 125 т урану більше. |
| Марганцева руда |                                   |        |               |                                    |      |                                                                             |
| Залізна руда    | Держ. інформаційний геолог. фонд  |        |               | 50.8 млрд тон                      | 2006 |                                                                             |
| Титанова руда   |                                   |        |               |                                    |      |                                                                             |
| Ртуть           |                                   |        |               |                                    |      |                                                                             |
| Бурштин         |                                   |        |               |                                    |      |                                                                             |

### Аграрні показники
| Назва                             | Організація чи джерело                              | Лінк   | Місце / серед    | Показник      | Рік  | Коментар                                            |
| --------------------------------- | --------------------------------------------------- | ------ | ---------------- | ------------- | ---- | --------------------------------------------------- |
| За відсотком культивованих земель | Довідник ЦРУ з країн світу                          | [ 82 ] | 11 / всі країни  | 347 673 км²   | 2011 |                                                     |
| За відсотком орних земель         | Довідник ЦРУ з країн світу                          | [ 82 ] | 10 / всі країни  | 338 619 км²   | 2011 |                                                     |
| Виробництво картоплі              | Продовольча та сільськогосподарська організація ООН | [ 83 ] | ▬4 / всі країни  | ▲23,7 млн т   | 2014 | Україна збільшила виробництво картоплі на 1,3 млн т |
| Виробництво кукурудзи             | Продовольча та сільськогосподарська організація ООН | [ 83 ] | ▲5 / всі країни  | ▲30 950 000 т | 2013 |                                                     |
| Виробництво насіння соняшнику     | Продовольча та сільськогосподарська організація ООН | [ 83 ] | 2 / всі країни   |               | 2008 |                                                     |
| Виробництво насіння гірчиці       | ФАО                                                 | [ 84 ] | 5/ всі країни    | 35,4 млн т    | 2016 |                                                     |
| Виробництво пшениці               | ФАО                                                 | [ 85 ] | ▬11 / всі країни | ▲24,1 млн т   | 2014 |                                                     |
| Виробництво цибулі                | ФАО                                                 | [ 85 ] | 14 / всі країни  | 1 049 200 т   | 2010 |                                                     |
| Виробництво ячменю                | ФАО                                                 | [ 86 ] | ▼7 / всі країни  | ▼7,561,650 т  | 2013 |                                                     |
| Яблук                             | Продовольча та сільськогосподарська організація ООН | [ 83 ] | ▲10 / всі країни | ▲1 211 000 т  | 2015 |                                                     |
| Виробництво вина                  | ФАО                                                 | [ 87 ] | ▼24 / 72         | ▼86 904 т     | 2014 |                                                     |

### Споживання
| Назва                                       | Організація чи джерело         | Лінк   | Місце / серед    | Показник                                              | Рік  | Коментар                                                                             |
| ------------------------------------------- | ------------------------------ | ------ | ---------------- | ----------------------------------------------------- | ---- | ------------------------------------------------------------------------------------ |
| За споживанням алкоголю дорослим населенням | Всесвітня організація здоров'я | [ 88 ] | ▼13 / всі країни | ▼11,8 л/рік серед населення старше 14 років.          | 2015 | За 5 років Україна опустилася на 7 сходинок, а показник зменшився на 2 л (з 13,9 л). |
| Використання мобільних телефонів            | ЦРУ                            |        | 23 / 72          | 126 мобільних номерів на 100 осіб                     | 2013 |                                                                                      |
| За споживанням пива дорослим населенням     | Kirin Holdings Company         | [ 89 ] | 37 / 58          | 61,6 л на дорослу особу                               | 2014 |                                                                                      |
| За споживанням прісної води                 | ЦРУ                            | [ 90 ] | 23 / 170         | 37,22 км³/рік                                         | 2008 |                                                                                      |
| За споживанням цигарок дорослим населенням  | Tobaco Atlas                   | [ 91 ] | ▼18 / 182        | ▼1854 цигарок на рік серед населення старше 14 років. | 2014 | За 7 років Україна опустилася на 15 сходинок, а показник зменшився на 673 цигарки.   |

## Географічні
| Назва               | Організація чи джерело                   | Лінк   | Місце / серед | Показник                 | Рік  | Коментар                                                                               |
| ------------------- | ---------------------------------------- | ------ | ------------- | ------------------------ | ---- | -------------------------------------------------------------------------------------- |
| Площа               |                                          |        | 46 / 195      | 603628 км²               |      |                                                                                        |
| Найвищі точки       |                                          |        | 125 / 244     | гора Говерла, 2061 м     |      |                                                                                        |
| Найнижчі точки      |                                          |        | 25 / 244      | Куяльницький лиман, -5 м |      |                                                                                        |
| Площа лісів         | ЦРУ                                      | [ 92 ] | 57 / 193      | 105 000 км²              | 2011 |                                                                                        |
| Ризик стихійних лих | Університет Організації Об'єднаних Націй | [ 93 ] | ▼26 / 171     | ▼Ймовірність 2,97%       | 2016 | Ймовірність стихійних лих зменшилась на 0,17%, проте Україна опустилась на 1 сходинку. |

## Спортивні
| Назва рейтингу           | Організація чи джерело | Лінк   | Місце / серед | Показник | Дата         | Коментар |
| ------------------------ | ---------------------- | ------ | ------------- | -------- | ------------ | -------- |
| Збірна України з футболу | ФІФА                   | [ 94 ] | ▬24 / 170     | ▲1521    | грудень 2020 |          |

## Технологічні
| Назва                                                      | Організація чи джерело                      | Лінк   | Місце / серед | Показник | Рік  | Коментар |
| ---------------------------------------------------------- | ------------------------------------------- | ------ | ------------- | -------- | ---- | -------- |
| Індекс готовності уряду до впровадження штучного інтелекту | Government AI Readiness Index 2020          | [ 95 ] | 57 / 172      | 48.901   | 2020 |          |
| Індекс бізнес навичок                                      | Coursera Global Skills Index (Business)     | [ 96 ] | 43 / 60       |          | 2020 |          |
| Індекс технологічних навичок                               | Coursera Global Skills Index (Technology)   | [ 96 ] | 4 / 60        |          | 2020 |          |
| Індекс навичок в сфері науки про дані                      | Coursera Global Skills Index (Data Science) | [ 96 ] | 29 / 60       |          | 2020 |          |